# Classe alta
Segons Karl Marx, la classe alta representaria la classe dominant, aquella que té la propietat del capital i dels mitjans de producció, per tant, dominen la producció material, alhora que també dominen la producció de les idees i pensaments del moment.
| « | La classe que exerceix el poder material dominant en la societat és, alhora, el seu poder espiritual dominant. La classe que té a disposició seva els mitjans per a la producció material en disposa per a la producció espiritual, cosa que fa que se li sotmetin, alhora, per terme mitjà, les idees dels qui no tenen els mitjans necessaris per a produir espiritualment" (Karl Marx, què són les idees dominants") | » |